# Tanfoglio Force
La Tanfoglio Force è una pistola semiautomatica prodotta dalla Tanfoglio di Gardone Val Trompia (Brescia) e basata sulla CZ 75 della Česká Zbrojovka Uherský Brod. Basata su un innovativo fusto in polimeri, è stata lanciata nel 1997, mentre una versione con design rivisitato fu presentata nel 1999 come Tanfoglio Force 99.
Una curiositá: la Force 921 cal 9×21 è in uso alla Polizia Locale di Fano (una decina di unitá).

## Tecnica
I modelli Force sono versioni con telaio in polimero della pistola Tanfoglio T95, con tradizionale fusto in acciaio, a sua volta clone della pistola cecoslovacca CZ 75. La variante FORCE 22L ha comunque un fusto composito in polimeri ed alluminio, mentre le FORCE CARRY R POLICE e la FORCE CARRY F PRO sono modelli ibridi, con un telaio in polimero ed acciaio. Tutte le Force sono offerte con fusti di diverse dimensioni: full size, compact e subcompact.
La Force utilizza un'azione a corto rinculo con sistema di chiusura geometrica di tipo Petter, derivato dal tipo Browning: la canna presenta superiormente due tenoni che impegnano appositi recessi sulla superficie interna del carrello. La bielletta del sistema Browning viene sostituita da una pista a camme macchinata nella parte inferiore della canna. La camma interagisce con il piolo della leva dell'hold open (che funge anche da chiavistello di smontaggio). Dopo un breve rinculo con canna ed otturatore solidali tra loro, la parte curva della camma causa un abbassamento della parte posteriore della canna, disinserendo i tenoni e svincolando così la canna, che si arresta, dall'otturatore, che continua la sua corsa estraendo ed espellendo il bossolo spento. Quando la molla di recupero vince l'inerzia del carrello, lo riporta in avanti camerando una cartuccia carica prelevata dal caricatore. La parte curva della camma, forzata dal piolo dell'hold open, spinge in alto la canna ed i tenoni nei recessi, ripristinando la chiusura geometrica.
La maggior parte dei modelli hanno la capacità di funzionare sia in azione singola che in azione doppia e dispongono di sicura sul fusto che interrompe la catena di scatto in modo che il grilletto non possa essere spostato all'indietro ed in modo che il percussore non possa spostarsi in avanti. La sicura manuale permette il porto della pistola con il cane armato, pronto per essere utilizzato semplicemente disinserendo la sicura, una configurazione nota come condition one secondo la scuola di Jeff Cooper. A differenza di molte altre pistole semi-automatiche, il carrello scorre all'interno delle guide del fusto piuttosto che all'esterno come nella SIG P210. Ciò comporta un ridotto spessore dell'arma, un'ottima chiusura della canna e contribuisce alla buona precisione. È disponibile anche una Force 99 con sicura montata sul carrello che funge da leva abbatti-cane, come nella Tanfoglio T95 Standard. La maggior parte delle varianti hanno mire metalliche fisse con configurazione a tre punti del mirino e della tacca di mira; su alcune varianti tali congegni sono completamente regolabili in deviazione. La Force è infine una delle poche pistole semiautomatiche disponibili nel calibro 10 mm Auto.
Dal 2006 tutti i modelli Tanfoglio Force sono disponibili con slitta Picatinny integrata per l'aggancio di torce tattiche e mirini laser.

## Versioni

### Force
È un modello destinato all'autodifesa, con fusto in polimero e caricatore ad alta capacità. pistola orientato full size con un telaio e un polimero ad alta capacità del caricatore. La sicura è del tipo "cocked and locked" sul fusto, con sicura automatica sul percussore; il grilletto è a doppia azione, il pulsante di sgancio caricatore reversibile e mire del tipo "three dots". Le finiture sono brunite.
La Force è disponibile nei calibri 9 × 19 mm Parabellum, 9 × 21 mm IMI, .38 Super Auto, .40 Smith & Wesson, 10 mm Auto e .45 ACP.

### Force Carry
Arma per l'autodifesa con fusto polimerico di dimensioni ridotte ("sub-compact") e caricatore ridotto. Il grilletto è a doppia azione, il ponticello del grilletto è arrotondato, il pulsante di sgancio caricatore reversibile e mire del tipo "three dots". Lo sperone del calcio è più pronunciato e l'impugnatura è in gomma. Le finiture sono in brunite.
La pistola è disponibile nei calibri 9 × 19 mm Parabellum, 9 × 21 mm IMI e .40 Smith & Wesson.

## Caricatori
La capacità dei caricatori per le Tanfoglio varia a seconda del calibro dell'arma e della singola variante. La capacità massima dei caricatori può però anche essere limitata dalla legge in alcuni Paesi.
Nelle pistole di più recente produzione il caricatore è stato posizionato 2 mm più in alto all'interno del fusto, in modo da avere la cartuccia più vicina alla rampa di alimentazione. Il pezzo di ricambio per effettuare tale conversione sulle pistole prodotte in precedenza che presentano problemi di alimentazione è reso disponibile da "Tanfoglio Germany".
I caricatori disponibili per i diversi modelli sono i seguenti:
| Capacità del caricatore (numero colpi) | 7 | 9 | 10 | 11 | 12 | 13 | 14 | 15 | 16 | 18 |
| 9 × 19 mm Parabellum                   | - | - | -  | -  | 12 | -  | -  | 15 | 16 | 18 |
| 9 × 21 mm IMI                          | - | - | -  | -  | 12 | -  | -  | 15 | 16 | 18 |
| .38 Super Auto                         | - | - | -  | -  | 12 | -  | -  | -  | 16 | 18 |
| .40 S&W                                | - | 9 | -  | 11 | -  | 13 | 14 | 15 | -  | -  |
| 10 mm Auto                             | 7 | - | 10 | 11 | -  | -  | -  | 15 | -  | -  |
| .45 ACP                                | 7 | 9 | 10 | -  | -  | -  | -  | -  | -  | -  |
| .22 Long Rifle                         | - | - | 10 | -  | -  | -  | -  | -  | -  | -  |